# Budkov (district de Prachatice)
Pour les articles homonymes, voir Budkov.
Budkov (en allemand : Budkau) est une commune du district de Prachatice, dans la région de Bohême-du-Sud, en République tchèque. Sa population s'élevait à 95 habitants en 2023.

## Géographie
Budkov se trouve à 7 km au nord de Prachatice, à 37 km à l'ouest-nord-ouest de České Budějovice et à 117 km au sud-sud-ouest de Prague.
La commune est limitée par Vlachovo Březí, Lipovice et Dub au nord, par Strunkovice nad Blanicí à l'est, par Těšovice au sud, et par Husinec et Chlumany à l'ouest.

## Histoire
La première mention écrite de la localité date de 1354.

## Transports
Par la route, Budkov se trouve à 4,7 km de Vlachovo Březí, à 12 km de Prachatice, à 42 km de Ceské Budejovice et à 148 km de Prague.